# 유금 (안중후)
유금(劉㱈, ? ~ ?)은 전한 말기의 제후로, 장사정왕의 후손이다.

## 행적
아버지 유포의 뒤를 이어 안중후(安衆侯)에 봉해졌고, 사후 아들 유숭이 작위를 이었다.

## 출전
- 반고, 《한서》 권15상 왕자후표 上

| 선대 아버지 안중희후 유포 | 전한의 안중후 ? ~ ? | 후대 아들 유숭 |